# Pasarela del Museo de la Ciencia
La pasarela peatonal del Museo de la Ciencia es un puente sobre el río Pisuerga en la ciudad de Valladolid (Castilla y León, España), que une el paseo de Zorrilla, a la altura del barrio del Cuatro de Marzo, y el museo que le da nombre, prolongándose sobre la avenida de Salamanca hasta el barrio de Parquesol.

## Descripción

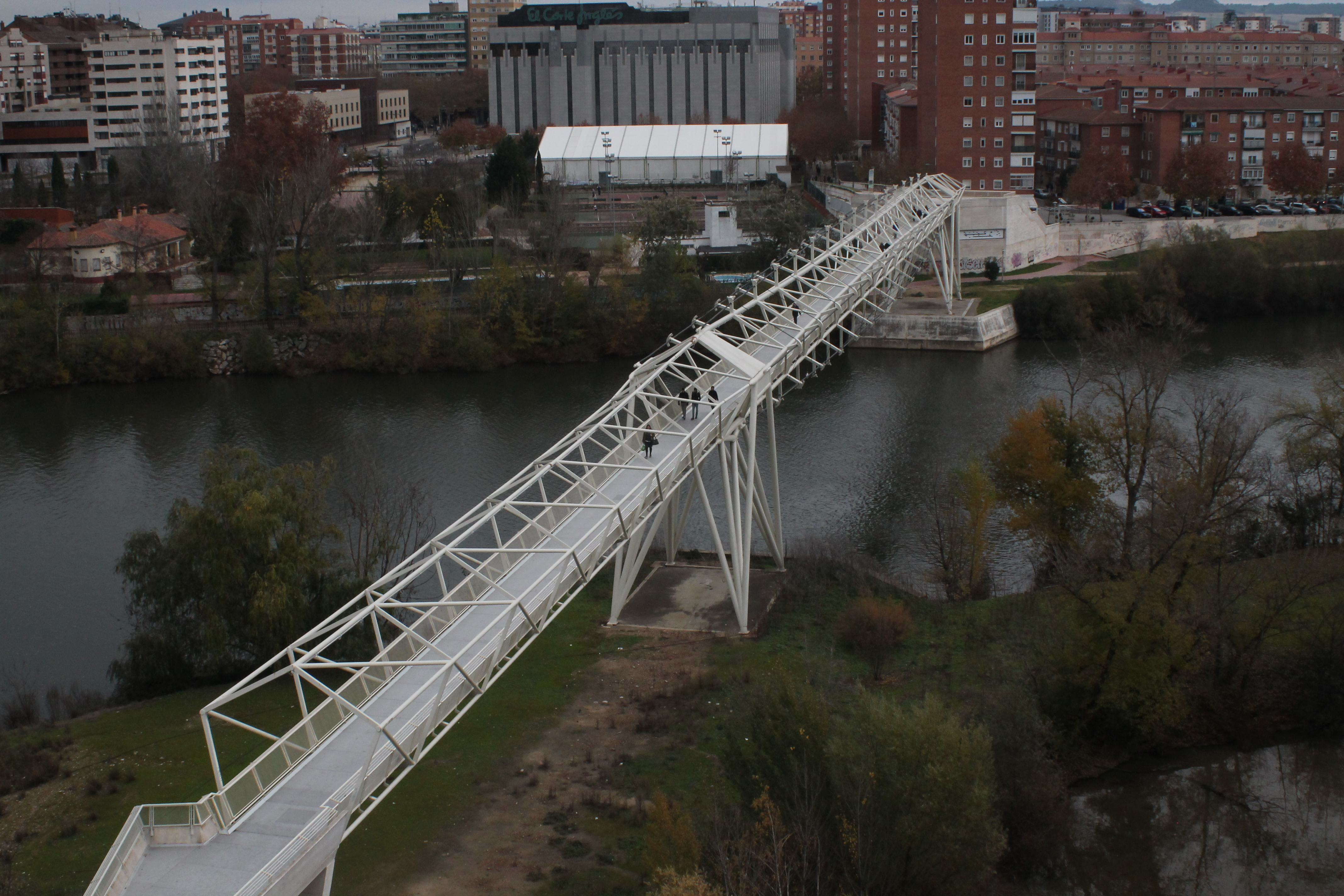
Vista aérea del puente en el año 2014.

La pasarela fue inaugurada el 28 de julio de 2004. Su construcción se enmarca dentro de las obras de mejora de las riberas del Pisuerga en el entorno del Museo de la Ciencia, uniéndose éste con el paseo de Zorrilla a través de la calle de Juan Altisent del barrio del Cuatro de Marzo. De esta forma se permite el tráfico peatonal entre el paseo de Zorrilla, a la altura del barrio del Cuatro de Marzo, y el museo que le da nombre, prolongándose aún más, sobre la avenida de Salamanca, elevándose hacia el barrio de Parquesol.
La pasarela sobrevuela los tres islotes fluviales del complejo de El Palero y consta de cuatro tramos. El primero es de hormigón armado y se integra en el edificio del museo, con el que comparte cimentación. Los otros tres tramos están construidos con celosía tubular. Además, el tramo central está atirantado tridimensionalmente, con cables que forman una segunda celosía que envuelve a la principal.
Su pavimentación es de chapa de aluminio galvanizado, tras la sustitución del original de madera en 2013, y se ilumina interiormente con dos líneas de balizas laterales y una superior de lámparas fluorescentes.

## Reforma

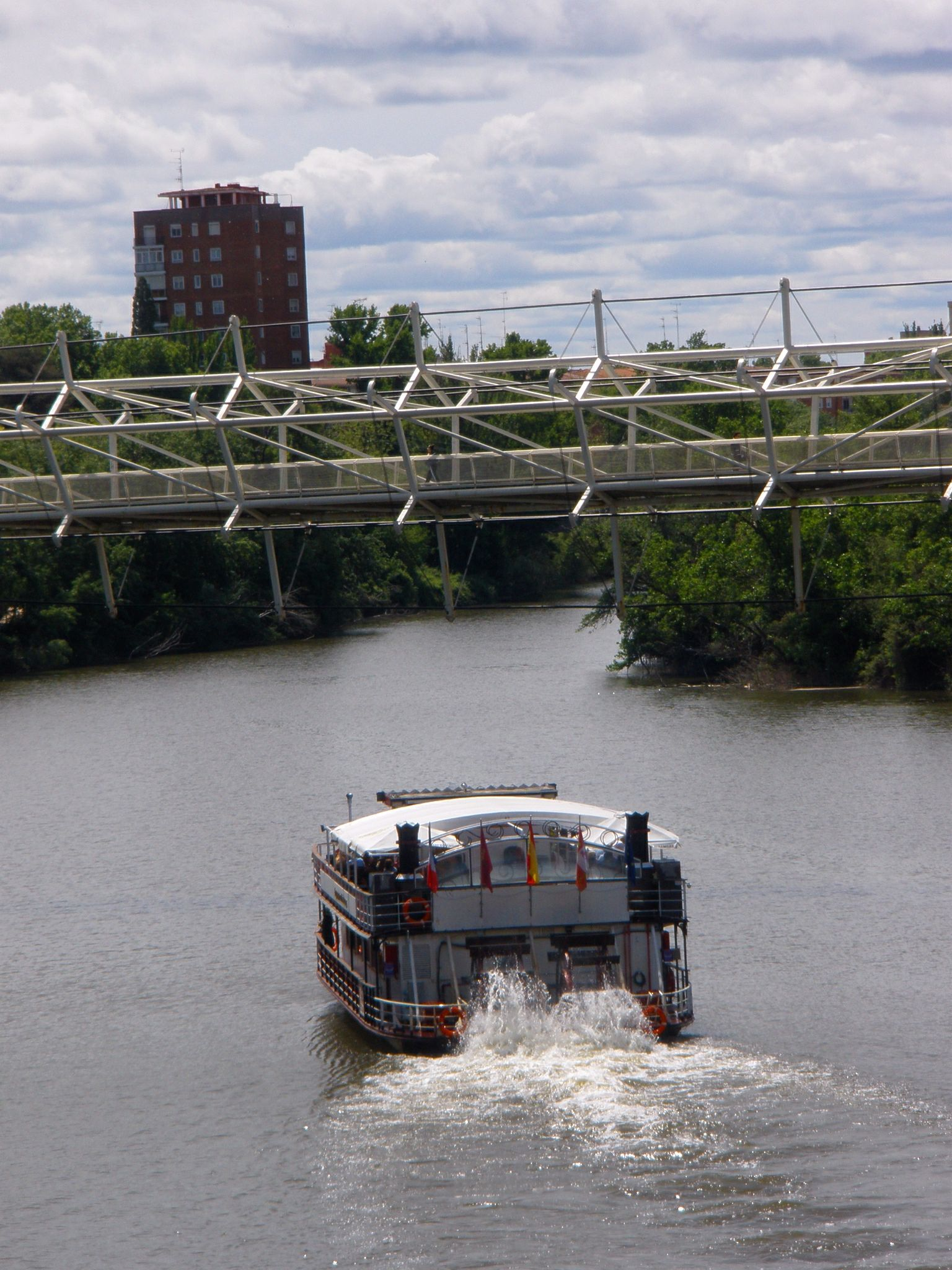
La Leyenda del Pisuerga navegando debajo de la Pasarela del Museo de la Ciencia, noviembre de 2023.

A comienzos del 2013 fue sustituida su pavimentación de madera por otra de chapa de aluminio galvanizado. Los cambios se deben a la difícil conservación del pavimento original de madera, la necesidad de contar con un suelo que no resbale tanto con la humedad y que el pavimento sea de un material que evacue mejor el agua de lluvia.
Con la reforma, el Ayuntamiento retiró dos centenares de los denominados "candados del amor", que habían sido colocados en los enrejados de la barandilla por las parejas de enamorados.
Tras la reforma y debido a la peligrosidad de la nueva pavimentación para las mascotas, el Ayuntamiento de Valladolid ha colocado un cartel con la prohibición de que los peatones atraviesen la pasarela con perros. La señal ha sido colocada, según el Ayuntamiento, sin ánimo sancionador, es decir, a modo de advertencia para que los dueños de las mascotas sepan que estas pueden resultar lesionadas al transitar sobre las perforaciones del suelo de chapa.

## Galería

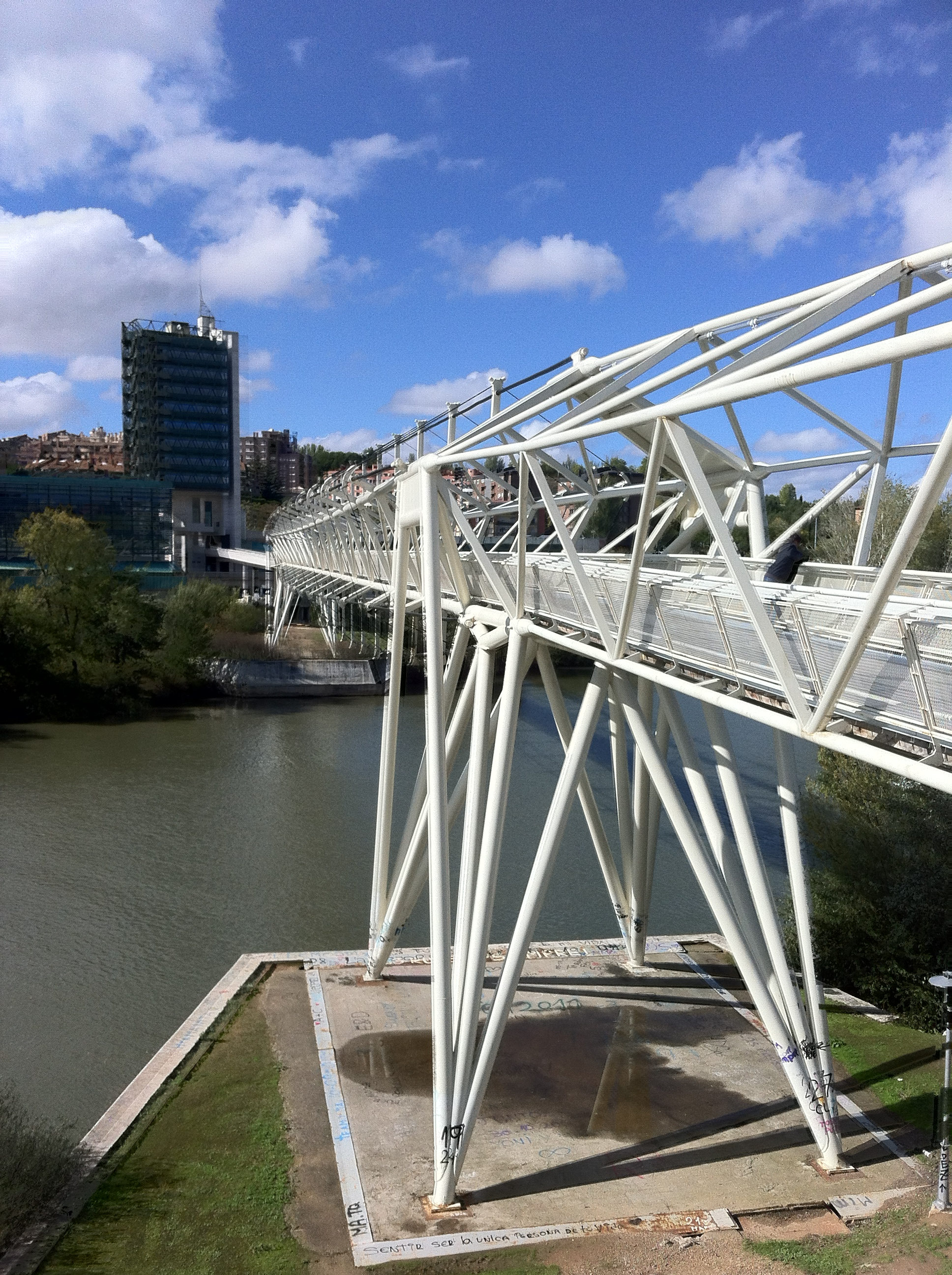
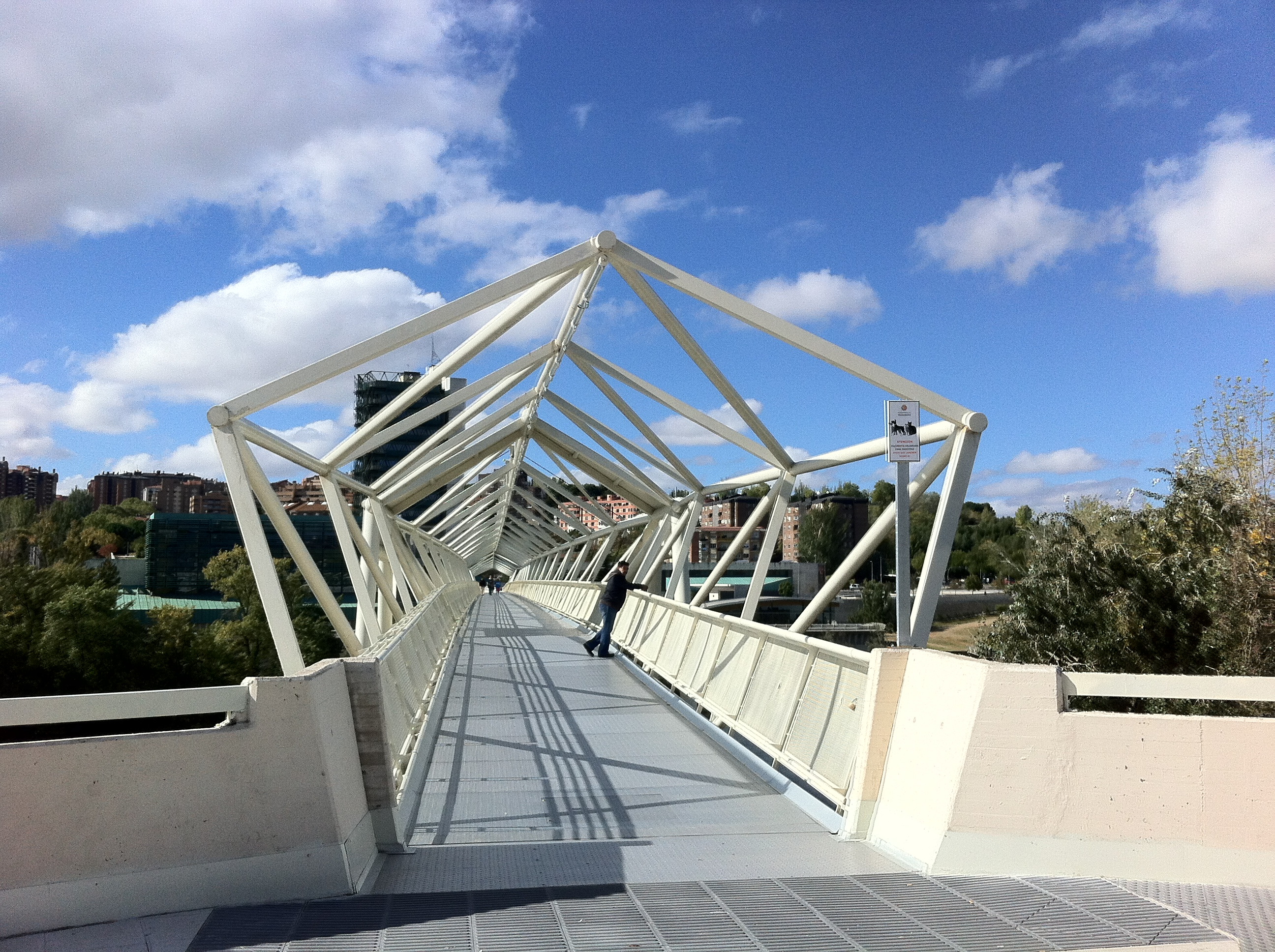
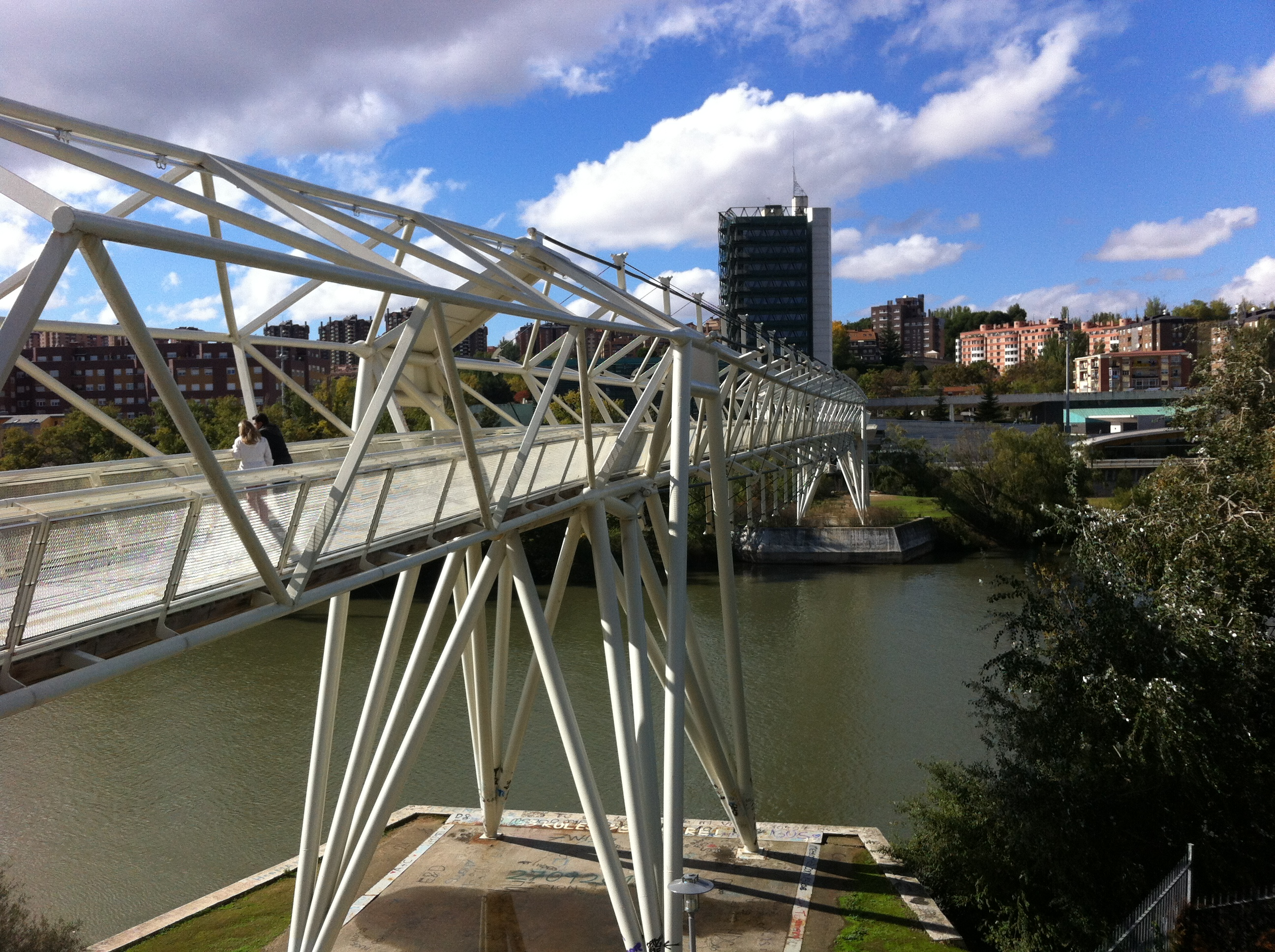